# Trifolium barbeyi
Trifolium barbeyi là một loài thực vật có hoa trong họ Đậu. Loài này được Gibelli & Belli miêu tả khoa học đầu tiên.